# جزيرة راكيت
جزيرة راكيت وهي جزيرة صغيرة من جزر إندونيسيا، ضمن جزر بياواك وتقع في إقليم جاوة الغربية.